# Kent North

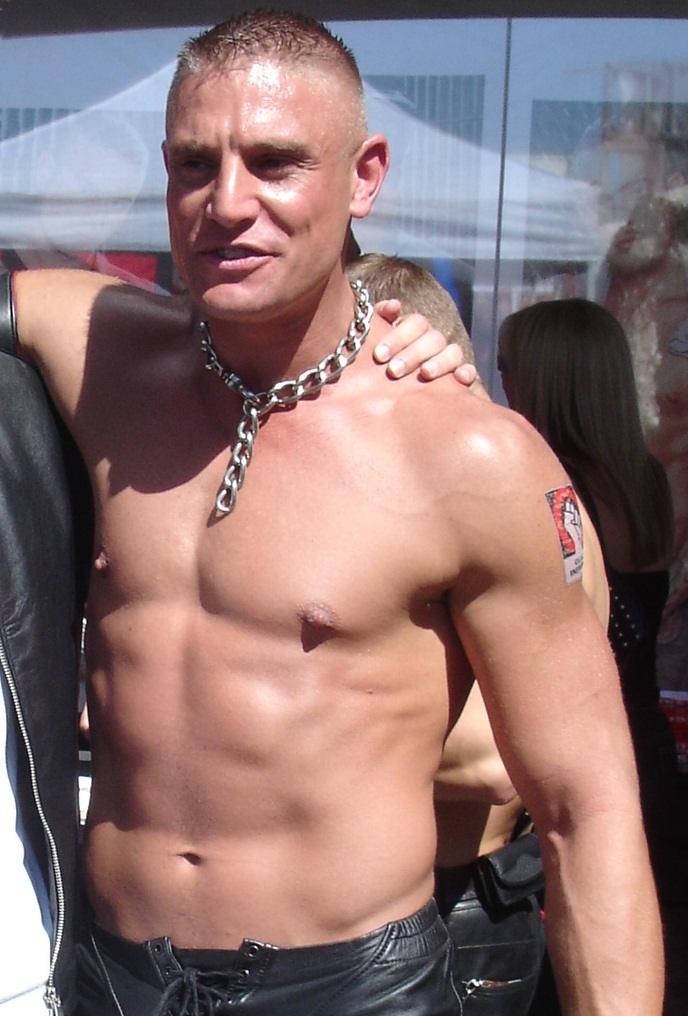
Kent North

Kent North, eigentlich Ben Grey, (* 27. Dezember 1971 in England; † 4. Juli 2007 in London) war ein britischer Pornodarsteller.

## Leben
Nach seiner Schulzeit in England begann North eine militärische Ausbildung bei der British Army und wurde Leutnant. Danach wurde er in der Pornofilmbranche tätig und war Pornodarsteller in den 1990er und 2000er in verschiedenen homosexuellen Pornofilmen. Am 4. Juli 2007 verstarb North an einer Überdosis Drogen. Sein Lebensgefährte war Warren Lord.

## Filmografie (Auswahl)
- 2004: JamPacked
- 2005: Mischief
- 2005: The Hard Way
- 2005: The Missing
- 2005: Twisted
- 2006: At Your Service
- 2006: Black 'N' Blue
- 2006: Blue
- 2006: Justice
- 2006: Out in the Open
- 2006: Pack Attack 1: Kent North
- 2006: Private Lowlife
- 2006: Slam Dunk
- 2007: Communion
- 2007: Hot House Backroom, Volume 1
- 2007: Hot House Backroom, Volume 4
- 2007: Knuckle Sandwich
- 2007: Mister Fister

## Preise und Auszeichnungen (Auswahl)
- GayVN Awards 2007 für Best Solo Performance in At Your Service
- Grabby Awards 2007, nominiert für Best Bottom
- Grabby Awards 2008, Hall of Fame (posthum)